# Kirche von Dimbo-Ottravad

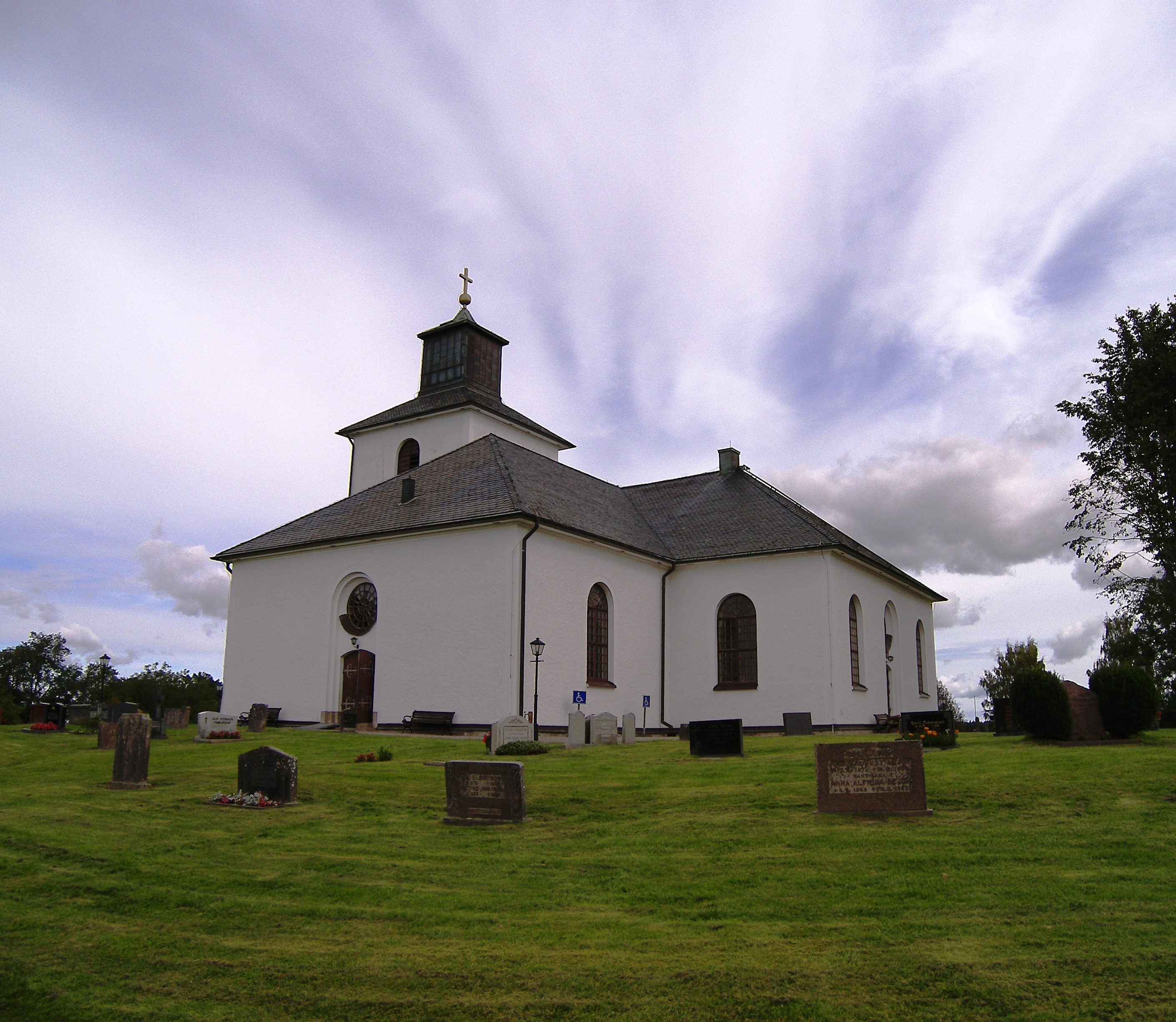
Die Kirche im Jahr 2010

Die Kirche von Dimbo-Ottravad (schwedisch Dimbo-Ottravads kyrka) ist eine Kirche der Kirchengemeinde Varv des Bistums Skara und liegt in der Gemeinde Tidaholm der Provinz Västra Götalands län.

## Lage der Kirche

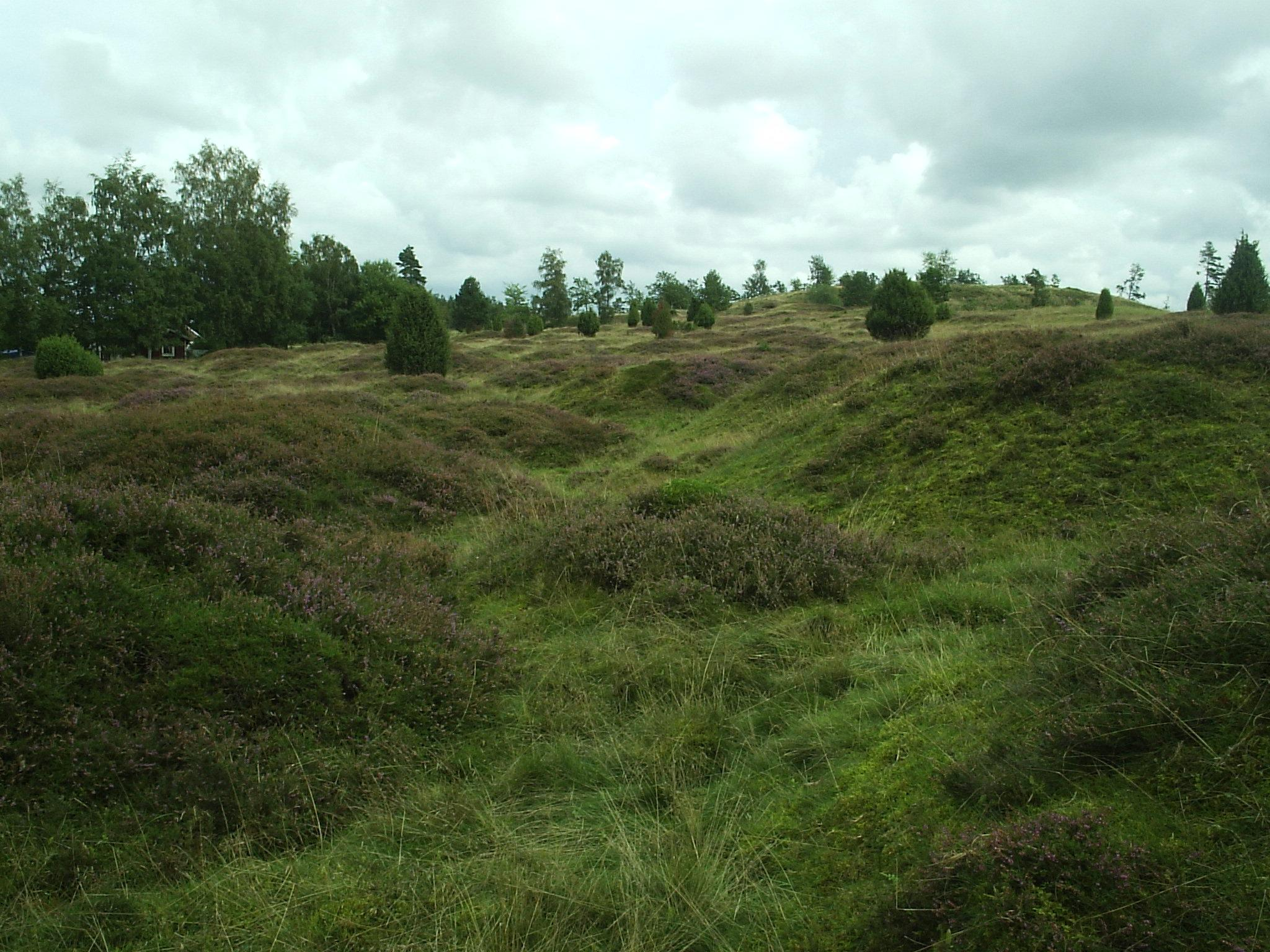
Eisenzeitliches Gräberfeld oberhalb der Kirche

Die Kirche liegt unterhalb eines der größten westschwedischen Gräberfelder aus der nachrömischen Eisenzeit. Hier finden sich heute noch etwa 300 Gräber, die z. T. aus dem 6. Jahrhundert stammen. Hauptsächlich wurden diese jedoch während der Wikingerzeit angelegt, was auf eine frühe Siedlung in Dimbo hindeutet. In der Umgebung von Dimbo fanden 1208 und 1210 zwei der historisch bedeutendsten Schlachten zwischen dem Eriksgeschlecht und dem Sverkergeschlecht statt. An die Schlacht von Lena und die Schlacht bei Gestilren erinnern heute große Steinmonumente.

## Geschichte

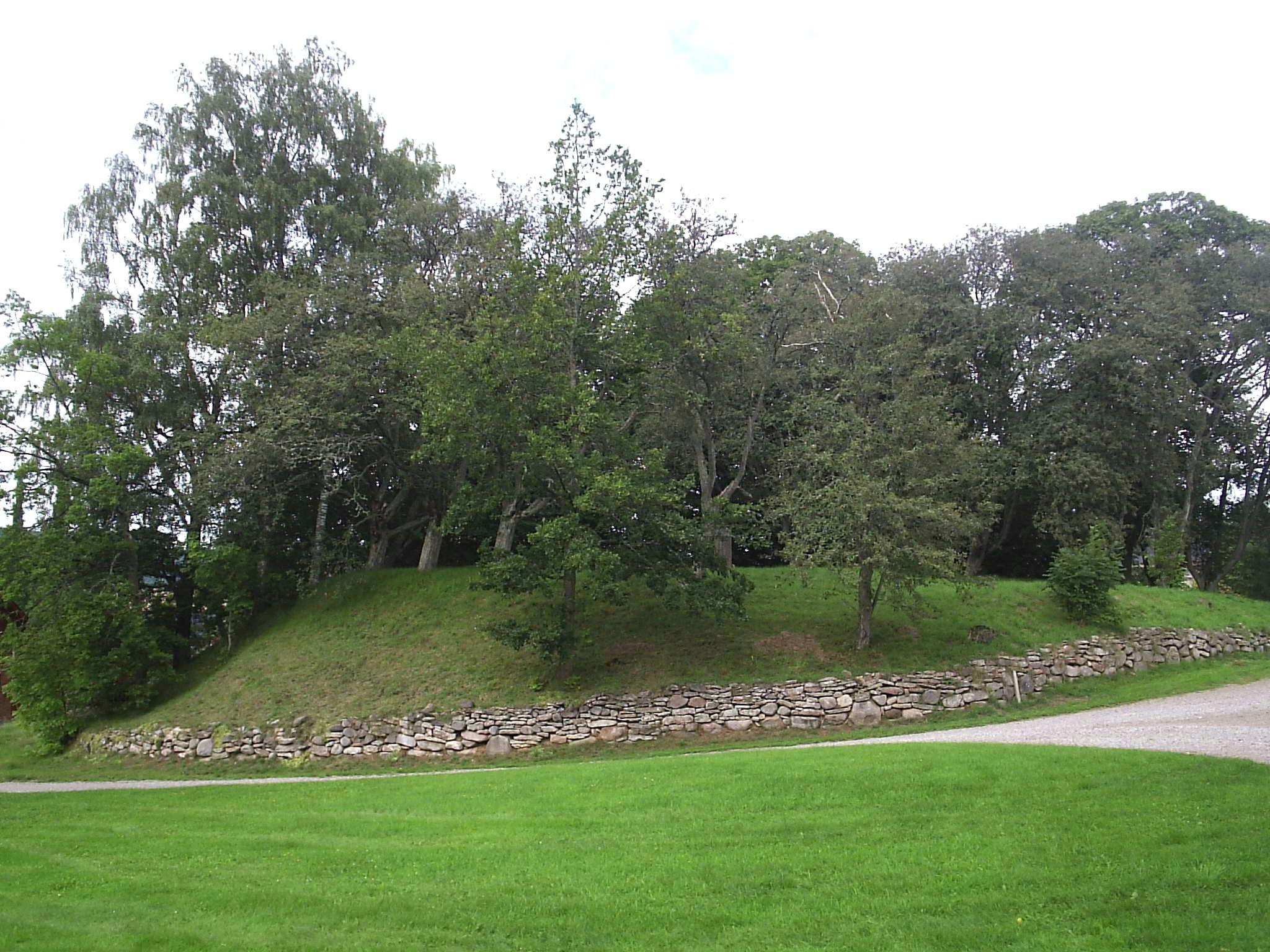
Der ehemalige Kirchplatz der Rundkirche

Bis zum Beginn des 19. Jahrhunderts besaßen die Kirchspiele Dimbo und Ottravad jeweils eine eigene, mittelalterliche romanische Kirche. Da diese zu klein für die gewachsene Zahl der Gemeindemitglieder geworden waren, wurden sie 1814 bzw. 1812 abgerissen. An ihrer Stelle entstand eine gemeinsame Kirche in Dimbo, die 1817 fertiggestellt wurde. 
Die ehemalige Kirche von Dimbo stammte etwa aus der zweiten Hälfte des 12. Jahrhunderts und war eine romanische Rundkirche (schw. rundkyrka). Sie befand sich etwa 120 m südwestlich der heutigen Kirche. Beauftragt und bezahlt wurde ihr Bau vom Bischof von Skara Bengt I. den gode aus dem Geschlecht Bonde, zu dem auch König Erik IX. (der Heilige) gehörte.
Diese Rundkirche bestand aus einem runden Zentralbau und hatte im Osten einen rechteckigen Chor. Sie ähnelte in ihrem Aussehen der Kirche von Skörstorp, welche ebenfalls von Bengt I. errichtet wurde. Eine vergoldete lateinische Inschrift in einem behauenen Stein über dem Kircheneingang erinnerte an den Gründer der Kirche: „In memoriam Episcopi olim Skarens, beati Benedicti Probi, fundatoris huius Templi Dimboensis“ (= Zur Erinnerung an den früheren Bischof von Skara, den guten Benedikt, den Gründer dieses Tempels von Dimbo).
An die ehemalige Kirche von Ottravad erinnert heute nur noch ein kleiner hölzerner Turm sowie die Reste eines Säulenfusses, der vermutlich früher zu ihrem Kirchturm gehörte. Es wird angenommen, dass die Kirche auf einem Hügelgrab stand. Der spektakulärste Fund ist ein Taufbecken aus der Mitte des 12. Jahrhunderts, welches sich heute im Historischen Museum Stockholm befindet, da man beim Bau der neuen Kirche der Ansicht war, es würde nicht zu dieser passen. Es handelt sich dabei um ein zylindrisches Taufbecken, welches mit zahlreichen Reliefs in acht Bildfeldern versehen ist.

## Die heutige Kirche
Die Kirche von Dimbo-Ottravad in ihrem heutigen Aussehen wurde 1817 fertiggestellt. Zu ihrem Bau benutzte man Teile der beiden abgerissenen Vorgängerkirchen. Sie besitzt einen kreuzförmigen Zentralbau, der im nördlichen Querschiff in einen Kirchturm übergeht. Als Grund für ihren kreuzförmigen Grundriss vermutet man den nur begrenzt zur Verfügung stehenden Platz auf der Spitze des Hügels. Ihr Aussehen erinnert sehr an småländische Kirchenbauten, die in Schweden oft als „Tegnér-Scheunen“ (schw. „Tegnérlador“) verspottet werden nach dem Bischof von Växjö Esaias Tegnér, der den Bau geräumiger Kirchen befürwortete und dazu oftmals mittelalterliche Kirchen abreißen ließ, um auf die zu Beginn des 19. Jahrhunderts stark gestiegenen Gemeindemitglieder-Zahlen zu reagieren. Heute wirken diese „Tegnér-Kirchen“ oftmals uninspiriert und unmotiviert groß. Ihr weißgekalktes Naturstein-Mauerwerk bildet mit großen Fenstern ein geräumiges und helles Kirchenschiff. Zu Beginn der 1970er Jahre baute man in ihrem inneren südlichen Teil eine „kleine Kirche“ als „Kirche in der Kirche“.
Die Dreiklang-Glocken ihres Glockenturms stammen von ihren mittelalterlichen Vorgängerkirchen. Die große Glocke wurde im Jahr 1738 gegossen und wiegt 375 kg. Die mittlere Glocke stammt aus der ersten Hälfte des 13. Jahrhunderts, wiegt 115 kg und ist eine der ältesten, heute noch benutzten Kirchenglocken in Schweden. Sie besitzt einen handgeschmiedeten Klöppel und ist noch immer hervorragend erhalten. Diese Glocke wird, im Unterschied zu ihren Schwestern, rein manuell geschlagen. Die kleinste der drei Glocken wurde etwa um 1500 gegossen und wiegt 113 kg.